# 2022年スペイングランプリ
2022年スペイングランプリ（英:  2022 Spanish Grand Prix ）は、2022年のF1世界選手権の第6戦として、2022年5月22日にカタロニア・サーキットにて開催。
正式名称は「Fomula 1 Pirelli Gran Premio De España 2022」。

## 背景
タイヤ
本レースでピレリが持ち込むドライ用タイヤのコンパウンドはハード（白）：C1、ミディアム（黄）：C2、ソフト（赤）：C3の固めの組み合わせ。提供されるセット数はハード2、ミディアム3、ソフト8。
| ドライ用   | ドライ用       | ドライ用   | ウェット用           | ウェット用   |
| C1         | C2             | C3         | インターミディエイト | フルウェット |
| ---------- | -------------- | ---------- | -------------------- | ------------ |
| （ハード） | （ミディアム） | （ソフト） | （小雨用）           | （大雨用）   |
DRS：2箇所※（　）内は検知ポイント
- DRS1：ターン9より40m先から（ターン9より86m手前）
- DRS2：ターン16より57m先から（セーフティカーライン1）

## エントリーリスト
前戦から変更なし。

## フリー走行
FP1
2022年5月20日 14:00 CEST(UTC+2)
トップはシャルル・ルクレール。2位にカルロス・サインツが続きフェラーリの1-2となった。ハースとアルファタウリを除くチームがアップグレードを持ち込み、メルセデス勢はポーパシングに改善が見られた。レッドブルはセルジオ・ペレスに代わりユーリ・ビップス、ウィリアムズはアレクサンダー・アルボンに代わりニック・デ・フリースをFP1で走らせた。
FP2
2022年5月20日 17:00 CEST(UTC+2)
トップはFP1に続き、シャルル・ルクレール。次いでメルセデス勢2台が続いた。マクラーレンのランド・ノリスはフロアにダメージを負い走行は6周に留まったほか、アルファロメオのバルテリ・ボッタスはエンジントラブルによりコース上でストップしVSCが導入された。
FP3
2022年5月21日 13:00 CEST(UTC+2)
トップはシャルル・ルクレール。2位にマックス・フェルスタッペン、3,4位にジョージ・ラッセル、ルイス・ハミルトンのメルセデス勢が続いた。

## 予選
2022年5月21日 16:00 CEST(UTC+2)（文章の出典）
ポールはシャルル・ルクレールでシーズン4度目通算13回目の獲得。2番手にマックス・フェルスタッペン、3番手にカルロス・サインツとなった。Q1ではRB18との類似性で物議となっているアストンマーティン2台などがノックアウト。Q2ではアルファタウリ2台やターン12のトラック・リミットによりタイム抹消となったランド・ノリスなどがノックアウト。Q3は1回目のタイム計測でルクレールがシケインでスピンし、フェルスタッペンが暫定ポールについた。2回目のタイム計測ではルクレールが最速タイム更新、一方のフェルスタッペンはDRSに不具合が発生しタイム計測を断念した。

### 予選結果
| 順位                | No. | ドライバー                 | コンストラクター                        | Q1       | Q2       | Q3       | Grid |
| ------------------- | --- | -------------------------- | --------------------------------------- | -------- | -------- | -------- | ---- |
| 1                   | 16  | シャルル・ルクレール       | フェラーリ                              | 1:19.861 | 1:19.969 | 1:18.750 | 1    |
| 2                   | 1   | マックス・フェルスタッペン | レッドブル-RBPT                         | 1:20.091 | 1:19.219 | 1:19.073 | 2    |
| 3                   | 55  | カルロス・サインツ         | フェラーリ                              | 1:19.892 | 1:19.453 | 1:19.166 | 3    |
| 4                   | 63  | ジョージ・ラッセル         | メルセデス                              | 1:20.218 | 1:19.470 | 1:19.393 | 4    |
| 5                   | 11  | セルジオ・ペレス           | レッドブル-RBPT                         | 1:20.447 | 1:19.830 | 1:19.420 | 5    |
| 6                   | 44  | ルイス・ハミルトン         | メルセデス                              | 1:20.252 | 1:19.794 | 1:19.512 | 6    |
| 7                   | 77  | バルテリ・ボッタス         | アルファロメオ-フェラーリ               | 1:20.355 | 1:20.053 | 1:19.608 | 7    |
| 8                   | 20  | ケビン・マグヌッセン       | ハース-フェラーリ                       | 1:20.227 | 1:19.810 | 1:19.682 | 8    |
| 9                   | 3   | ダニエル・リカルド         | マクラーレン-メルセデス                 | 1:20.549 | 1:20.287 | 1:20.297 | 9    |
| 10                  | 47  | ミック・シューマッハ       | ハース-フェラーリ                       | 1:20.683 | 1:20.436 | 1:20.368 | 10   |
| 11                  | 4   | ランド・ノリス             | マクラーレン-メルセデス                 | 1:20.838 | 1:20.471 |          | 11   |
| 12                  | 31  | エステバン・オコン         | アルピーヌ-ルノー                       | 1:20.880 | 1:20.638 |          | 12   |
| 13                  | 22  | 角田裕毅                   | アルファタウリ-RBPT                     | 1:20.707 | 1:20.639 |          | 13   |
| 14                  | 10  | ピエール・ガスリー         | アルファタウリ-RBPT                     | 1:20.719 | 1:20.861 |          | 14   |
| 15                  | 24  | 周冠宇                     | アルファロメオ-フェラーリ               | 1:20.476 | 1:21.094 |          | 15   |
| 16                  | 5   | セバスチャン・ベッテル     | アストンマーティン・アラムコ-メルセデス | 1:20.954 |          |          | 16   |
| 17                  | 14  | フェルナンド・アロンソ     | アルピーヌ-ルノー                       | 1:21.043 |          |          | 201  |
| 18                  | 18  | ランス・ストロール         | アストンマーティン・アラムコ-メルセデス | 1:21.418 |          |          | 17   |
| 19                  | 23  | アレクサンダー・アルボン   | ウィリアムズ-メルセデス                 | 1:21.645 |          |          | 18   |
| 20                  | 6   | ニコラス・ラティフィ       | ウィリアムズ-メルセデス                 | 1:21.915 |          |          | 19   |
| 107% time: 1:25.451 |     |                            |                                         |          |          |          |      |
| ソース:             |     |                            |                                         |          |          |          |      |

追記
- ^1 – アロンソは追加のパワーユニットを使用したため最後尾からのスタート[14]

## 決勝
2022年5月22日 15:00 CEST(UTC+2)（文章の出典）

### レース結果
優勝はマックス・フェルスタッペン。2位にセルジオ・ペレス、3位にジョージ・ラッセル。
6番手スタートのルイス・ハミルトンを除く全車がソフトをスタートタイヤに選択。3番手スタートのカルロス・サインツは蹴り出しが悪く、ラッセルとペレスに先行された。ターン4では横並びになったハミルトンとケビン・マグヌッセンが接触、マグヌッセンはコースアウト、ハミルトンは左フロントにダメージを負いピットイン。7周目と9周目にはターン4でサインツとフェルスタッペンがそれぞれ突風によりコースアウトし順位を下げた。フェルスタッペンはその後、ペレスに順位を譲ってもらいラッセルに追い付くが、DRSに再び不具合が発生しコース上で追い抜くことが出来なかった。上位勢が1度目のタイヤ交換を終えた直後の27周目、トップ走行中のシャルル・ルクレールはパワーユニットのトラブルによりリタイアした。ルクレールの脱落により、トップ争いとなったラッセルとフェルスタッペンの攻防は、DRSに不具合があったフェルスタッペンが28周目に2度目、45周目に3度目のピットインを行い、ラッセルの前方に戻り逆転した。フェルスタッペンは49周目にもペレスに再び順位を譲ってもらいトップに立った。レース終盤には最後方から追い上げたハミルトンが4位までポジションを上げたが、冷却系に問題が発生したことによりサインツに抜き返され5位になった。
| 順位    | No. | ドライバー                 | コンストラクター                        | 周回数 | タイム/リタイア原因 | Grid | Pts. |
| ------- | --- | -------------------------- | --------------------------------------- | ------ | ------------------- | ---- | ---- |
| 1       | 1   | マックス・フェルスタッペン | レッドブル-RBPT                         | 66     | 1:37:20.475         | 2    | 25   |
| 2       | 11  | セルジオ・ペレス           | レッドブル-RBPT                         | 66     | +13.072             | 5    | 19FL |
| 3       | 63  | ジョージ・ラッセル         | メルセデス                              | 66     | +32.927             | 4    | 15   |
| 4       | 55  | カルロス・サインツ         | フェラーリ                              | 66     | +45.208             | 3    | 12   |
| 5       | 44  | ルイス・ハミルトン         | メルセデス                              | 66     | +54.534             | 6    | 10   |
| 6       | 77  | バルテリ・ボッタス         | アルファロメオ-フェラーリ               | 66     | +59.976             | 7    | 8    |
| 7       | 31  | エステバン・オコン         | アルピーヌ-ルノー                       | 66     | +75.397             | 12   | 6    |
| 8       | 4   | ランド・ノリス             | マクラーレン-メルセデス                 | 66     | +83.235             | 11   | 4    |
| 9       | 14  | フェルナンド・アロンソ     | アルピーヌ-ルノー                       | 65     | +1 Lap              | 20   | 2    |
| 10      | 22  | 角田裕毅                   | アルファタウリ-RBPT                     | 65     | +1 Lap              | 13   | 1    |
| 11      | 5   | セバスチャン・ベッテル     | アストンマーティン・アラムコ-メルセデス | 65     | +1 Lap              | 16   |      |
| 12      | 3   | ダニエル・リカルド         | マクラーレン-メルセデス                 | 65     | +1 Lap              | 9    |      |
| 13      | 10  | ピエール・ガスリー         | アルファタウリ-RBPT                     | 65     | +1 Lap              | 14   |      |
| 14      | 47  | ミック・シューマッハ       | ハース-フェラーリ                       | 65     | +1 Lap              | 10   |      |
| 15      | 18  | ランス・ストロール         | アストンマーティン・アラムコ-メルセデス | 65     | +1 Lap              | 17   |      |
| 16      | 6   | ニコラス・ラティフィ       | ウィリアムズ-メルセデス                 | 64     | +2 Laps             | 19   |      |
| 17      | 20  | ケビン・マグヌッセン       | ハース-フェラーリ                       | 64     | +2 Laps             | 8    |      |
| 18      | 23  | アレクサンダー・アルボン   | ウィリアムズ-メルセデス                 | 64     | +2 Laps             | 18   |      |
| Ret     | 24  | 周冠宇                     | アルファロメオ-フェラーリ               | 28     | DNF                 | 15   |      |
| Ret     | 16  | シャルル・ルクレール       | フェラーリ                              | 27     | DNF                 | 1    |      |
| ソース: |     |                            |                                         |        |                     |      |      |

追記
- ^FL - ファステストラップの1点を含む

## 第6戦終了時点のランキング

### ワールド・チャンピオンシップ
|         | 順位 | ドライバー                 | ポイント | 1位との差 |
| ------- | ---- | -------------------------- | -------- | --------- |
| 1       | 1    | マックス・フェルスタッペン | 110      |           |
| 1       | 2    | シャルル・ルクレール       | 104      | -6        |
|         | 3    | セルジオ・ペレス           | 85       | -25       |
|         | 4    | ジョージ・ラッセル         | 74       | -36       |
|         | 5    | カルロス・サインツ         | 65       | -45       |
| ソース: |      |                            |          |           |

|         | 順位 | コンストラクター          | ポイント | 1位との差 |
| ------- | ---- | ------------------------- | -------- | --------- |
| 1       | 1    | レッドブル-RBPT           | 195      |           |
| 1       | 2    | フェラーリ                | 169      | -26       |
|         | 3    | メルセデス                | 120      | -75       |
|         | 4    | マクラーレン-メルセデス   | 50       | -145      |
|         | 5    | アルファロメオ-フェラーリ | 39       | -156      |
| ソース: |      |                           |          |           |

- 注：いずれもトップ5まで掲載。

### DHLファステストラップアワード
|         | 順位 | ドライバー                 | 獲得数 |
| ------- | ---- | -------------------------- | ------ |
|         | 1    | シャルル・ルクレール       | 3      |
|         | 2    | マックス・フェルスタッペン | 2      |
| 1       | 3    | セルジオ・ペレス           | 1      |
| ソース: |      |                            |        |

- 注：いずれもトップ5まで掲載。
- 注：ファストテストラップアワードは同数の場合、カウントバック方式がとられている。